# ديداك أورتيغا
ديداك أورتيغا (بالإسبانية: Dídac Ortega)‏ (و. 1982  م) هو راكب دراجة هوائية إسباني، ولد في بلنسية.

## روابط خارجية
- ديداك أورتيغا على موقع الاتحاد الدولي للدراجات (الإنجليزية)
- ديداك أورتيغا على موقع أرشيف الدراجات (الإنجليزية)
- ديداك أورتيغا على موقع إحصائيات الدراجات الإحترافية (الإنجليزية)